# درد زیبایی است
| بررسی جمعی         | بررسی جمعی |
| منبع               | رتبه‌بندی   |
| ------------------ | ---------- |
| انی‌دیسنت‌میوزیک؟    | ۷٫۷/۱۰     |
| متاکریتیک          | ۸۲/۱۰۰     |
| بررسی انتقادی      |            |
| منبع               | رتبه‌بندی   |
| آل‌میوزیک           | [ ۵ ]      |
| کانسیکوئنس آو سوند | [ ۱ ]      |
| دی‌آی‌وای            | ۷/۱۰       |
| دراوند این ساوند   | ۸/۱۰       |
| آیریش تایمز        | [ ۸ ]      |
| موزیک‌اوام‌اچ        | [ ۹ ]      |
| ان‌ام‌ئی             | ۶/۱۰       |
| پیچفورک            | ۸٫۰/۱۰     |
| پاپ‌مترز            | ۸/۱۰       |
| آنکات              | ۸/۱۰       |

درد زیبایی است (به انگلیسی: Pain Is Beauty) سومین آلبوم استودیویی از خواننده-ترانه‌پرداز آمریکایی چلسی ولف می‌باشد که در ۳ سپتامبر سال ۲۰۱۳ از سوی سارجنت هاوس منتشر گردید.